# La Chapelle-Montreuil

La Chapelle-Montreuil este o comună în departamentul Vienne, Franța. În 2009 avea o populație de 639 de locuitori.